# Regiunea Meknès-Tafilalet
Regiunea Meknès-Tafilalet a fost una dintre cele 16 unități administrativ-teritoriale de gradul I ale Marocului în 1997-2015. Reședința sa era orașul Meknès.